# Whitey Shafer
Sanger D. „Whitey“ Shafer (* 24. Oktober 1934 in Whitney, Texas; † 12. Januar 2019) war ein US-amerikanischer Songwriter und Country-Sänger. Er schrieb zahlreiche Hits für Stars wie George Jones, Lefty Frizzell und George Strait.

## Leben

### Anfänge
Seine musikalische Karriere startete Shafer in seinem Heimatort Whitney; dort trat er mit einer Schülerband auf. In den folgenden Jahren tingelte er durch die USA, unter anderem mit dem damals noch unbekannten Willie Nelson. 1967 zog Shafer nach Nashville, Tennessee, wo er bei Blue Crest Music Publishing Company unterzeichnete. Er schrieb dort unter anderem zwei Songs für George Jones, Between My House And Home und I’m A New Man In Town. Shafer erhielt zunächst bei Musicor und später bei RCA auch einen Vertrag als Sänger, womit er jedoch längst nicht so erfolgreich wie als Songschreiber war.

### Karriere
In den frühen 1970er Jahren erhielt Shafer einen Exklusivvertrag bei Acuff-Rose Music. In der folgenden Zeit schafften es viele Country-Musiker, mit seinen Titeln Platz 1 der Country-Charts zu belegen. Shafer schrieb unter anderem The Baptism Of Jesse Taylor für Johnny Russell, Tell Me Lying Eyes Are Wrong für George Jones und eine Reihe von Hits für Moe Bandy, wie beispielsweise Bandy, the Rodeo Clown. Seit langem verband ihn eine Freundschaft mit Lefty Frizzell, den er bei seiner Plattenfirma kennengelernt hatte. Mit ihm zusammen schrieb er den Titel That's The Way Love Goes, mit dem sich sowohl zunächst Johnny Rodriguez als auch 1983 Merle Haggard auf Nr. 1 der Country-Charts platzieren konnte sowie I Never Go Around Mirrors.
In den 1980er Jahren schrieb Shafer Does Fort Worth Ever Cross Your Mind und All My Ex´s Live In Texas (diesen zusammen mit seiner Frau Lyndia), beide wurden Nr.-1-Hits für George Strait. Mitte der 1980er Jahre brachte Shafer zwei Alben, I Never Go Around Mirrors und So Good For So Long heraus, auf denen seine größten Hits enthalten sind. 1989 wurde er in die Nashville Songwriters Hall of Fame aufgenommen.
Whitey Shafer lebte  mit seiner Frau etwas außerhalb von Nashville und schrieb Songs für Künstler wie John Michael Montgomery, Lee Ann Womack und Kenny Chesney.